# جائزة الكرة الذهبية 1960
جائزة الكرة الذهبية 1960، جائزة سنوية تُعطى لأفضل لاعب كرة القدم في العالم من طرف مجلة فرانس فوتبول الفرنسية، كما تقرره لجنة دولية من الصحفيين الرياضيين، وفاز بالجائزة في 13 ديسمبر 1960 اللاعب الإسباني لويس سواريز لاعب برشلونة.

## الترتيب
| الترتيب | اللاعب         | النادي     | الجنسية         | النقاط |
| ------- | -------------- | ---------- | --------------- | ------ |
| 1       | لويس سواريز    | برشلونة    | إسبانيا         | 54     |
| 2       | فيرينتس بوشكاش | ريال مدريد | المجر           | 37     |
| 3       | أوفه زيلر      | هامبورغ    | ألمانيا الغربية | 33     |